# Cratere Einthoven
Einthoven è un cratere lunare di 73,94 km situato nella parte sud-occidentale della faccia nascosta della Luna, nella regione che si trova oltre la zona visibile dovuta alla librazione. La sua posizione è a nordest dell'enorme cratere Pasteur.
È un cratere circolare con alcuni terrazzamenti attorno al bordo interno. Il cratere 'Einthoven X' è adiacente al bordo nord occidentale ed è parzialmente sovrapposto dal cratere principale. Il letto è segnato solo da un piccolo cratere nella metà orientale e pochi crateri minori.
Il cratere è dedicato al fisiologo olandese Willem Einthoven.

## Crateri correlati
Alcuni crateri minori situati in prossimità di Einthoven sono convenzionalmente identificati, sulle mappe lunari, attraverso una lettera associata al nome.
| Einthoven | Coordinate            | Diametro (in km) |
| --------- | --------------------- | ---------------- |
| G         | 5°27′36″S 112°11′24″E | 32,28            |
| K         | 8°13′48″S 111°32′24″E | 21,63            |
| L         | 8°18′00″S 111°02′24″E | 15,03            |
| M         | 7°42′36″S 110°01′48″E | 58,58            |
| P         | 7°04′12″S 108°48′36″E | 18,49            |
| R         | 6°03′00″S 107°25′48″E | 13,37            |
| X         | 3°49′12″S 109°07′48″E | 44,51            |